# Onites
Onites – w mitologii greckiej syn Heraklesa i Dejaniry. Ojciec ustanowił go królem Kalidonu. Miał syna Blanirusa. Po śmierci Heraklesa Onites pogrążył się w żałobie, a ból rozsadzał mu ciało. Bogowie ulitowali się nad nim i zamienili go w lebiodkę, gdyż był nieśmiertelny.